# Districtul Sidi Maarouf
Sidi Maarouf este un district din provincia Jijel, Algeria.